# Ngày Quốc tế con người bay vào vũ trụ
Ngày Quốc tế con người bay vào vũ trụ (tên chính thức: International Day of Human Space Flight) là ngày lễ kỷ niệm hàng năm, được tổ chức vào ngày 12 tháng 4. Ngày này kỷ niệm chuyến bay đầu tiên vào vũ trụ của con người của Yuri Gagarin (Liên Xô). Nó đã được công bố tại phiên họp thứ 65 của Đại Hội đồng Liên Hợp Quốc vào ngày 7 tháng 4 năm 2011, vài ngày trước lễ kỷ niệm 50 năm chuyến bay.
Yuri Gagarin đã thực hiện sứ mệnh Vostok 1 vào năm 1961, hoàn thành một quỹ đạo quanh Trái Đất trong hơn 108 phút trên tàu vũ trụ Vostok 3KA, được phóng bằng tên lửa Vostok-K từ Sân bay vũ trụ Baikonur ở Kazakhstan, Liên Xô.
Ở Liên Xô, ngày 12 tháng 4 được kỷ niệm là Ngày Du hành vũ trụ kể từ năm 1963, và vẫn được tổ chức ở Nga và một số quốc gia thuộc Liên Xô cũ. Yuri's Night, còn được gọi là "World Space Party" là một sự kiện quốc tế được khởi xướng tại Hoa Kỳ vào năm 2001, nhân kỷ niệm 40 năm chuyến bay của Gagarin.
Ngày này cũng là ngày kỷ niệm ngày lần phóng tàu con thoi đầu tiên, STS-1 của Columbia vào ngày 12 tháng 4 năm 1981, đúng 20 năm sau chuyến bay vào vũ trụ đầu tiên của con người.